# موریس چسنات
موریس چسنات (به انگلیسی: Morris L. Chestnut) (زادهٔ ۱ آوریل ۱۹۶۹) یک بازیگر تلویزیونی و فیلم آمریکایی است، او برای نقش خود به‌عنوان پدر یک نوجوان در فیلم بویز اِن هود ساخت سال ۱۹۹۱ شناخته‌شده شد، نقش لنس سالیوان در فیلم بهترین مرد (۱۹۹۹) و تریسی رینولدز در فیلم همچون مایک (۲۰۰۲) و همچنین نقش رایان در سریال تلویزیونی وی از دیگر فیلم‌های مشهور او هستند.

## فیلم‌شناسی
- سرقت (۲۰۱۵)
- کیک-اس ۲ (۲۰۱۳)
- وی (۲۰۱۱–۲۰۰۹) (سریال تلویزیونی)
- به آسانی شکسته نمی‌شود (۲۰۰۹)
- شاهزاده موتورسیتی (۲۰۰۸)
- تعطیلات عالی (۲۰۰۷)
- نقشه بازی (۲۰۰۷)
- غار (۲۰۰۵)
- نردبان ۴۹ (۲۰۰۴)
- آناکداها: شکار ارکیدهٔ خون (۲۰۰۴)
- بریکین' همهٔ قوانین (۲۰۰۴)
- اعتماد (۲۰۰۳)
- نیمی گذشته از مرده (۲۰۰۲)
- همچون مایک (۲۰۰۲)
- حیاط قتل (۲۰۰۱) (فیلم تلویزیونی)
- صحنه جرم (۲۰۰۱)
- دو نفر می‌توانند آن بازی را انجام دهند (۲۰۰۱)
- برادران (۲۰۰۱)
- بهترین مرد (۱۹۹۹)
- سی-۱۶: اف‌بی‌آی (۱۹۹۸–۱۹۹۷) (سریال تلویزیونی)
- خانهٔ آتش (۱۹۹۷) (فیلم تلویزیونی)
- جی.آی. جین (۱۹۹۷)
- آموزش عالی (۱۹۹۵)
- تحت محاصره ۲: سرزمین تاریکی (۱۹۹۵)
- آموزش برتر (۱۹۹۵)
- مرکبدان (۱۹۹۴)
- داستان ارنست سبز (۱۹۹۳) (فیلم تلویزیونی)
- حین انجام وظیفه: نبرد خیابانی (۱۹۹۲)
- تمام شب (۱۹۹۲) (فیلم تلویزیونی)
- آخرین پسر پیش‌آهنگ (۱۹۹۱)
- بویز اِن هود (۱۹۹۱)